# Ixora aoupinieensis
Ixora aoupinieensis là một loài thực vật có hoa trong họ Thiến thảo. Loài này được Hoang & Mouly mô tả khoa học đầu tiên năm 2007.